# Danilo Kraljice
Danilo Kraljice je naselje u sastavu Grada Šibenika, u Šibensko-kninskoj županiji. Nalazi se oko 22 kilometra istočno od Šibenika, uz autocestu A1.

## Povijest
Naselje je do 1971. iskazivano kao Kraljice.

## Stanovništvo
Prema popisu iz 2011. naselje je imalo 104 stanovnika.
| broj stanovnika |       |       | 53    | 194   | 199   | 170   |       |       | 361   | 396   | 416   | 315   | 249   | 182   | 128   | 104   | 87    |
|                 | 1857. | 1869. | 1880. | 1890. | 1900. | 1910. | 1921. | 1931. | 1948. | 1953. | 1961. | 1971. | 1981. | 1991. | 2001. | 2011. | 2021. |

Prezimena:
NekoćMišura, Jakoliš, Bralić, Vukšić, Ramadža, Klisović, Kozić, Sulje, Marjan/Marijan/Marijančić, Spahija, Stričan
DanasRamadža, Vukšić, Mišura, Bralić, Jakoliš, Knežević